# 那智山スカイライン
那智山スカイライン（なちさんスカイライン）は、和歌山県東牟婁郡那智勝浦町大字那智山から同町大字南平野に至る延長6.1kmの道路である。途中那智山を経由し妙法山へ登っていく。元は熊野交通が経営をしていた一般自動車道（有料道路）であったが、2007年（平成19年）4月1日より無料化され、道路法に基づく道路に昇格（変更）し、和歌山県道46号那智山勝浦線に変更された。

## 歴史
- 1979年9月8日 - 供用開始
- 2006年5月 - 那智山スカイラインを管理する熊野交通が和歌山県に寄付を申請、無償譲渡で一致。
- 2007年4月1日 - 和歌山県道46号那智山勝浦線の起点を変更する形で那智山スカイラインを併合、全線が無料開放となる。

## かつての通行料金
無料開放後の現在は以下の料金は発生しない。
- 片道400円、往復800円